# Абриес
Абрие́с (фр. Abriès, окс. Abrièrs) — коммуна на юго-востоке Франции, регион Прованс — Альпы — Лазурный Берег, департамент — Верхние Альпы, округ — Бриансон. Входит в состав кантона Эгюий.
Код INSEE коммуны — 05001.

## Население
Население коммуны на 2008 год составляло 372 человека.
| 1962 | 1968 | 1975 | 1982 | 1990 | 1999 | 2008 |
| ---- | ---- | ---- | ---- | ---- | ---- | ---- |
| 205  | 195  | 207  | 271  | 297  | 354  | 372  |

## Экономика
В 2007 году среди 234 человек в трудоспособном возрасте (15—64 лет) 185 были экономически активными, 49 — неактивными (показатель активности — 79,1 %, в 1999 году было 80,4 %). Из 185 активных работали 176 человек (85 мужчин и 91 женщина), безработных было 9 (2 мужчин и 7 женщин). Среди 49 неактивных 19 человек были учениками или студентами, 20 — пенсионерами, 10 были неактивными по другим причинам.

## Фотогалерея

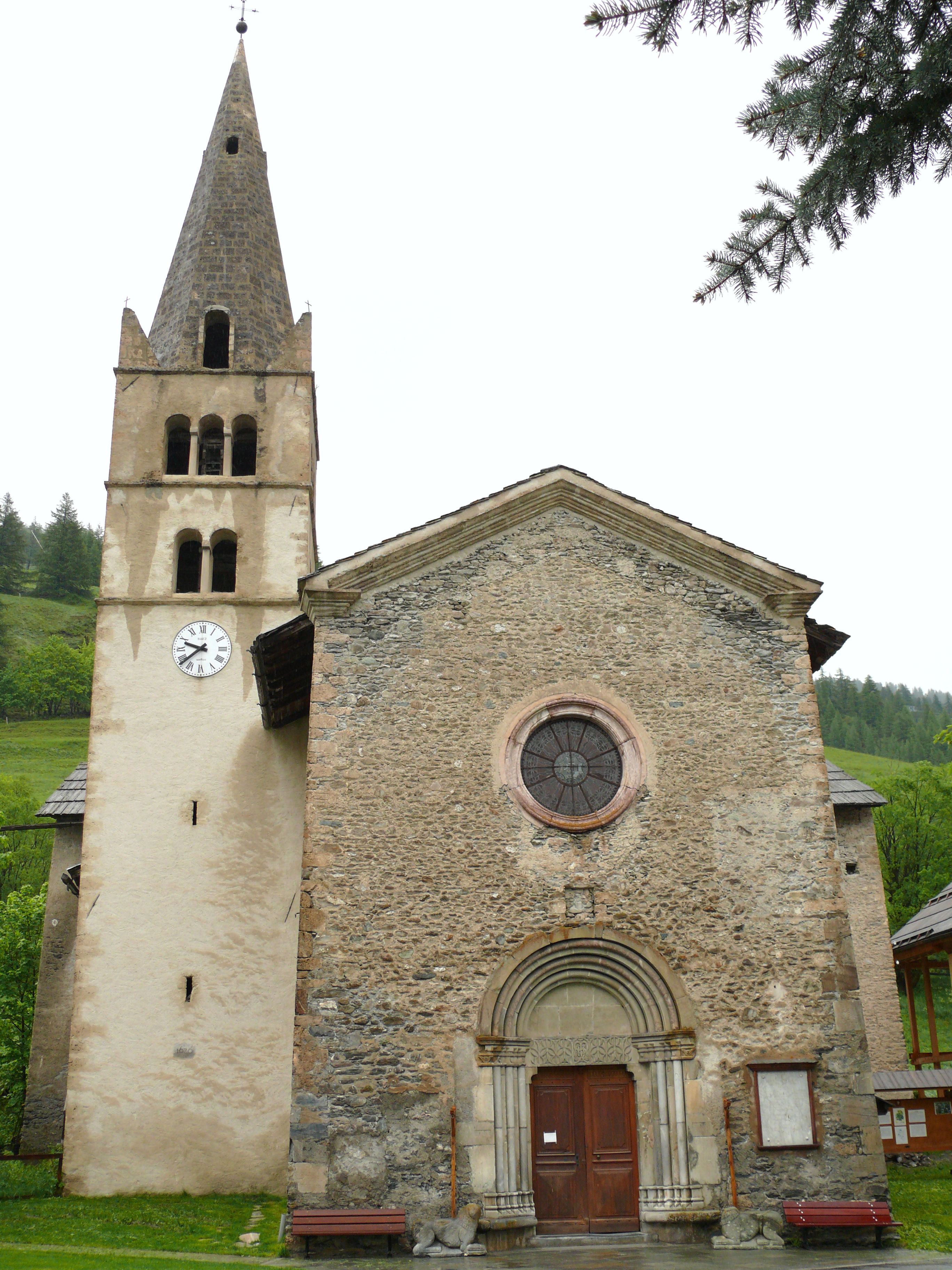
Церковь Сен-Пьер-Сен-Поль-э-Сент-Антуан
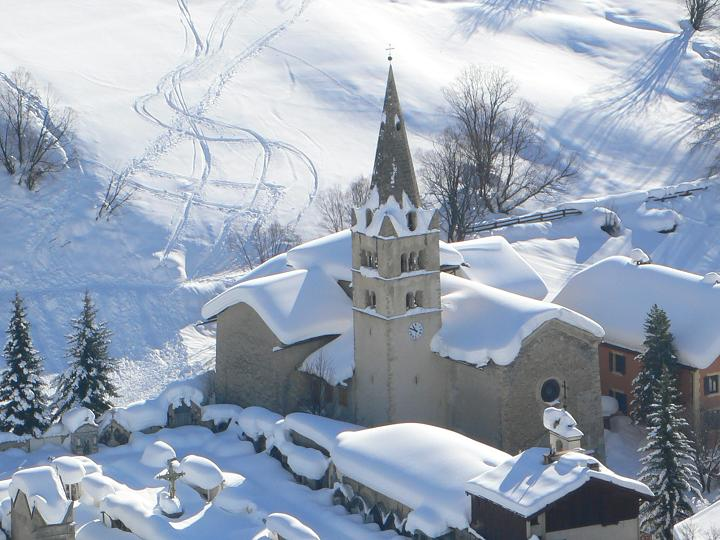
Зимой
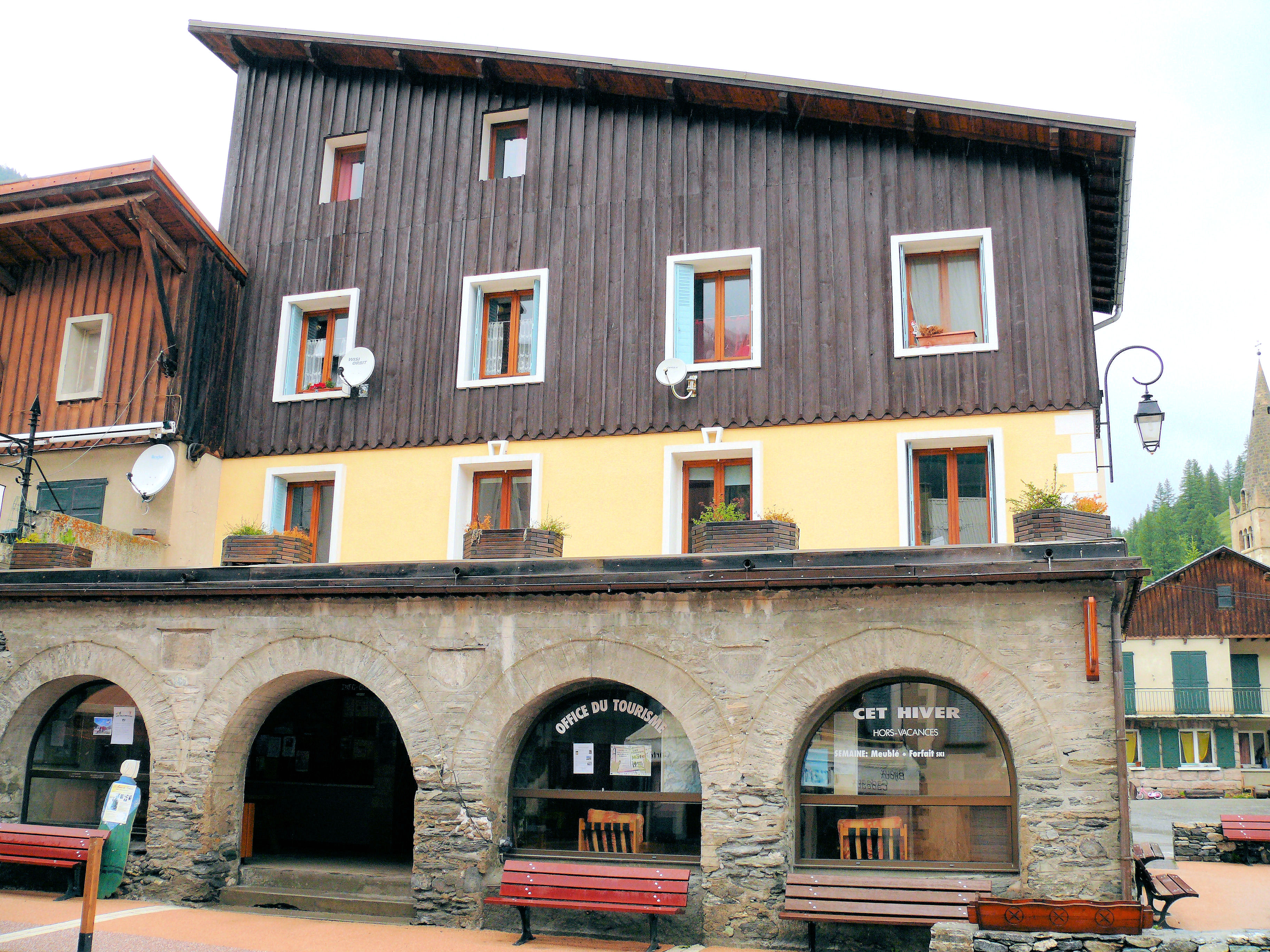
Бывший крытый рынок, ныне туристическое бюро
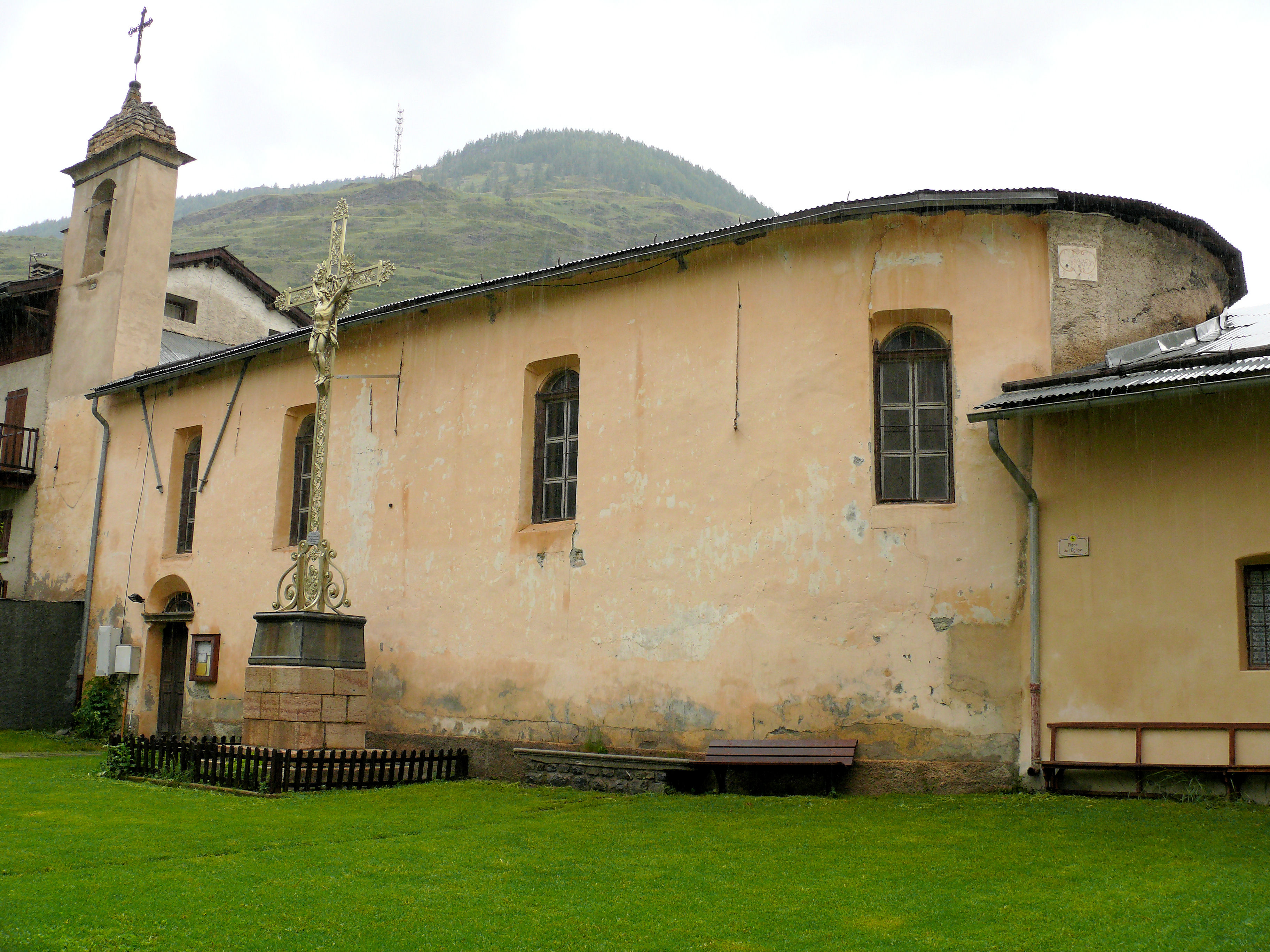
Часовня
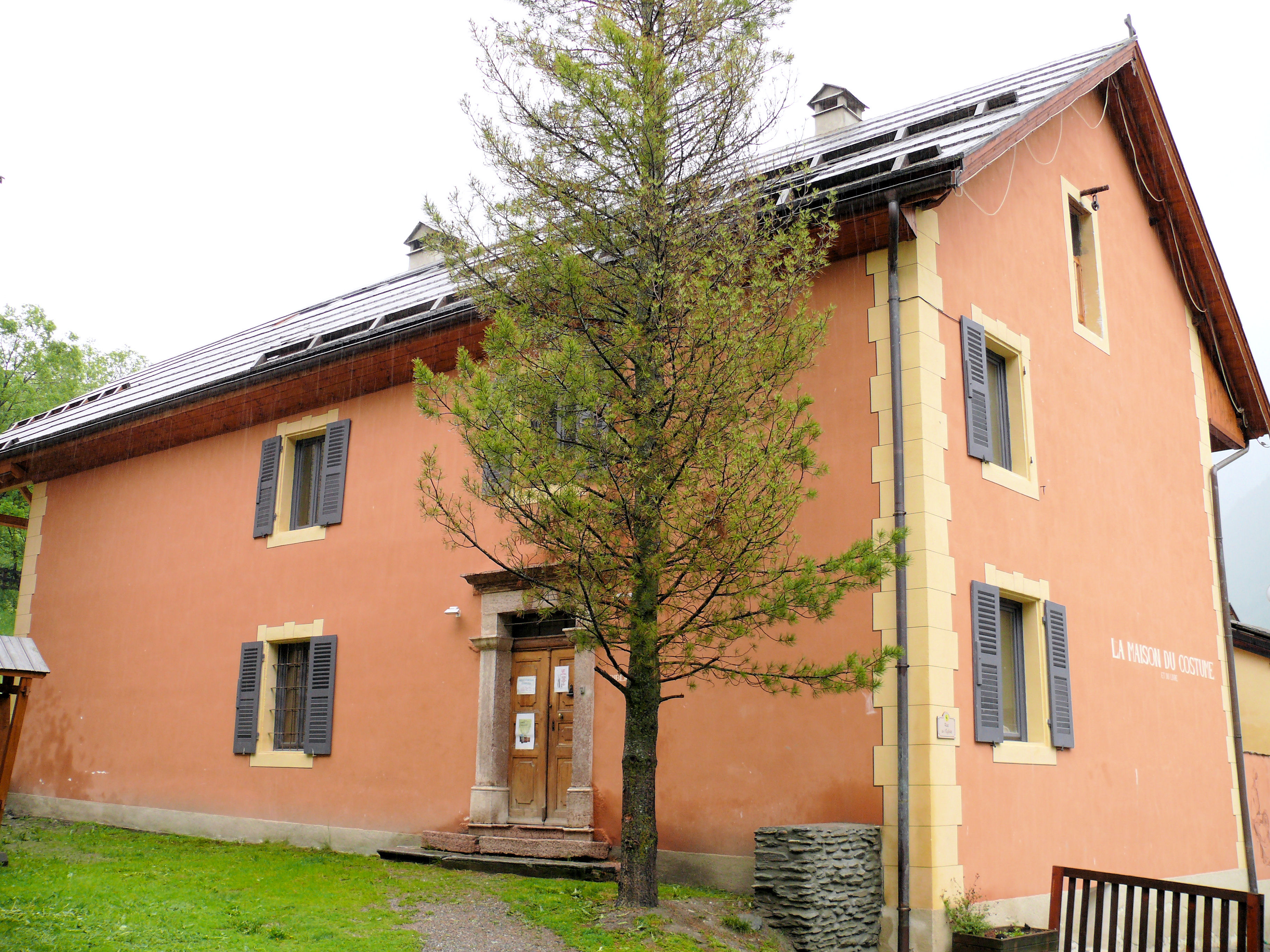
Дом священника, ныне музей костюмов
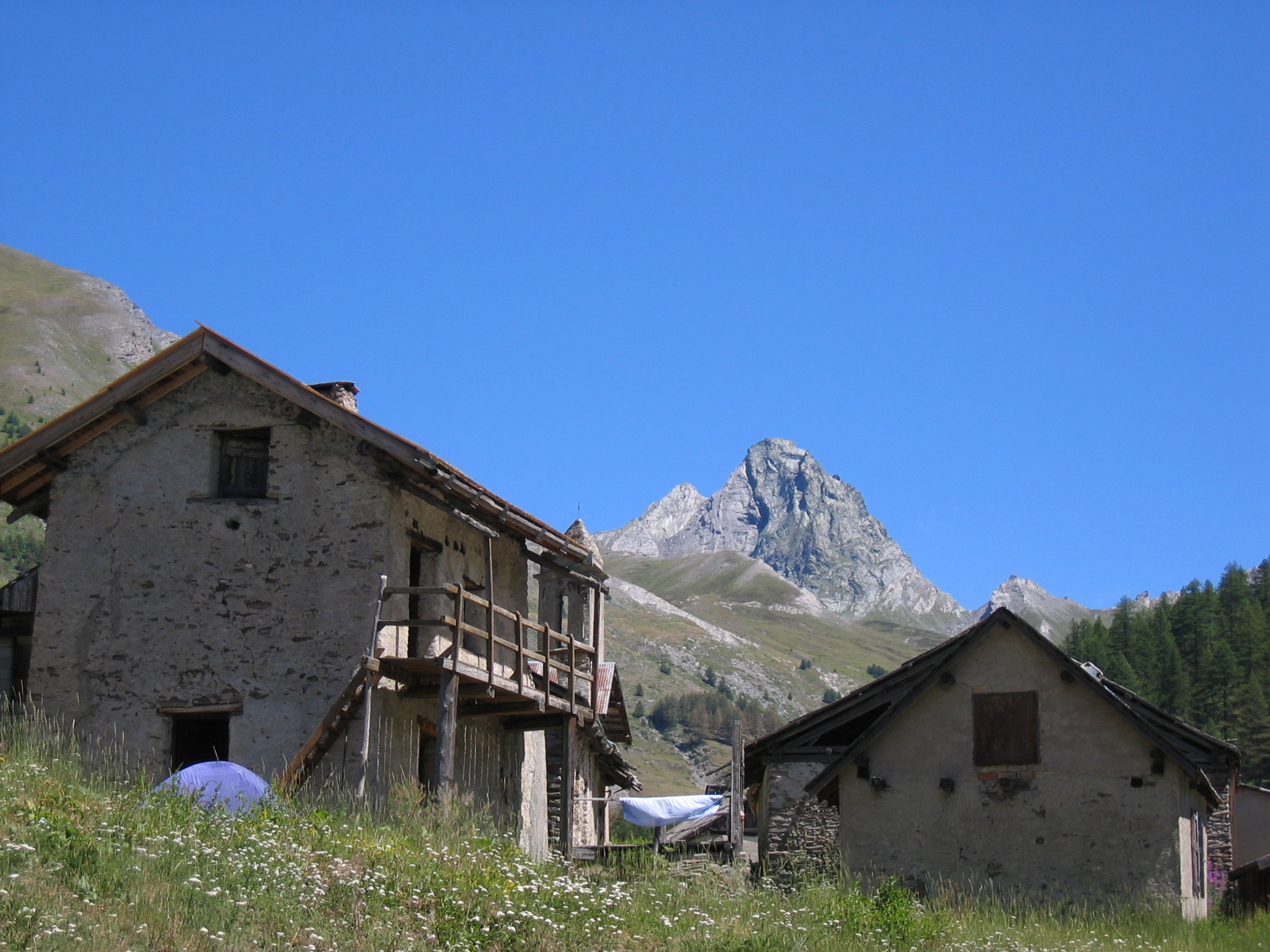
Вид на Альпы